# Köhler Kalk
Köhler Kalk ist ein Unternehmen westlich von Meißner im Ortsteil Vockerode, Werra-Meißner-Kreis, das Kalksteinbrüche betreibt. Es betreibt in Vockerode das einzig zugelassene Kalkwerk in Hessen. Im Brennofen wird aus Dolomit (Calcium- und Magnesiumcarbonat) bei Temperaturen zwischen 900 und 1200 °C Branntkalk erzeugt. Ein weiterer Steinbruch wird nordöstlich des Guts Mönchhof östlich von Germerode betrieben. Das Unternehmen besteht seit 1938.